# Packhusrondellen

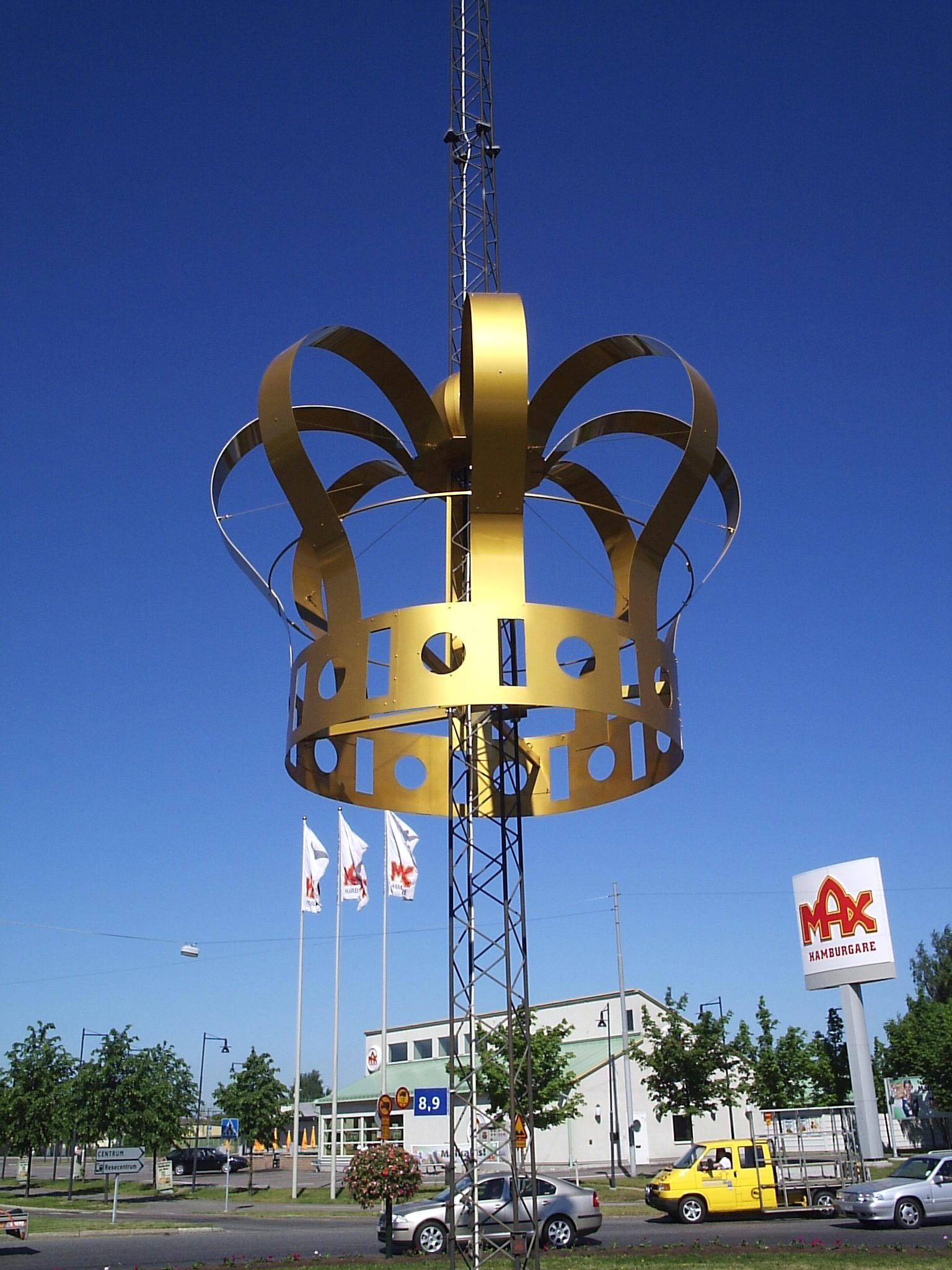
Packhusrondellen med den tre meter höga kronan som prydde rondellen fram till hösten 2015.

Packhusrondellen i Norrköping, i korsningen av Norra Promenaden och Packhusgatan, kallas ibland för Kungens rondell. Rondellen har fått sitt smeknamn på samma sätt som Kungens kurva, då kung Carl XVI Gustaf var inblandad i en mindre trafikolycka i rondellen med sin BMW M3 den 25 augusti 2005.
Kvällstidningen Aftonbladet utlyste snabbt en tävling bland sina läsare för att namnge rondellen, det vinnande förslaget blev Kungens karusell. Norrköpings kommun insåg PR-värdet i detta och tekniska kontoret ville döpa om rondellen till Kungens rondell. Den 6 december 2006 tog dock kommunstyrelsen beslut att inte döpa om Packhusrondellen.
Rondellen pryddes i ett tiotal år, fram till den 30 oktober 2015 av en tre meter hög kungakrona i gulfärgad metall.